# Кім Неллі Володимирівна
Неллі Володимирівна Кім (рос. Нелли Владимировна Ким, 29 липня 1957, Шураб, Таджицька РСР) — казахська та білоруська радянська гімнастка, тренерка та спортивна суддя, п'ятиразова олімпійська чемпіонка, п'ятиразова чемпіонка світу, дворазова чемпіонка Європи і багаторазова чемпіонка СРСР.

## Біографічні дані
Неллі Кім народилася 29 липня 1957 року у місті Шураб, Таджицької РСР. Батько — сахалінський кореєць, а мати Альфія — татарка. Після народження Неллі сім'я переїхала в Чимкент, на південь Казахстану, її батьки й досі живуть там. У Чимкенті Неллі з 10 років почала займатися спортом у місцевій ДЮСШ у тренера Володимира Байдіна, стала найсильнішою гімнасткою Казахстану і незабаром заявила про себе на всесоюзній, а потім і на світовій арені.
Закінчила Казахський державний інститут фізичної культури в Алма-Аті (1978).
Кім була однією з найкращих гімнасток світу протягом 1970-х років, гідно конкуруючи з такими зірками гімнастики, як Надя Коменеч (Румунія), Людмила Турищева (СРСР, Україна) та Ольга Корбут (СРСР, Білорусь). У 1975 році стала чемпіонкою Європи у вільних вправах і разом з Ольгою Корбут — абсолютною чемпіонкою Спартакіади народів СРСР. А через рік стала триразовою олімпійською чемпіонкою Монреаля (1976).
1977 року одружилася з білоруським гімнастом Володимиром Ачасовим і переїхала до Мінська, де розпочала тренуватися у його тренера Миколи Мілігуло і виступати за Білоруську РСР. 1979 року стала абсолютною чемпіонкою світу, а на московській Олімпіаді 1980 року знову стала дворазовою олімпійською чемпіонкою.
Кім — перша гімнастка в історії Олімпійських ігор, яка отримала максимальну оцінку в 10 балів за вільні вправи і опорний стрибок.
Після закінчення кар'єри 1980 року Неллі Кім довгий час тренувала різні національні збірні зі спортивної гімнастики — (Республіка Корея, Італія, Білорусь), стала міжнародною арбітеркою і судила всі найбільші змагання — Олімпійські ігри, чемпіонати світу та Європи. 1990 року переїхала до США. У жовтні 2004 року на конгресі Міжнародної федерації гімнастики Неллі Кім була обрана Президенткою Жіночого технічного комітету Міжнародної федерації гімнастики і стала однією з головних ініціаторів запровадження нової системи суддівства у спортивній гімнастиці.
Нагороджена двома орденами Трудового Червоного Прапора.
1999 року Неллі Кім була прийнята до Міжнародної зали слави спортивної гімнастики, у Оклахома-Сіті.
2010 року вступила на заочну аспірантуру Національного державного університету фізичної культури, спорту та здоров'я імені П. Ф. Лесґафта (кафедра теорії та методики гімнастики). Працює над кандидатською дисертацією, присвяченою проблемам організації суддівства у спортивній гімнастиці.
Після розлучення з другим чоловіком — українським велосипедистом Валерієм Мовчаном — мешкає у Міннеаполісі. Дочка, теж Неллі, закінчила університет у Чикаго.

## Цікаві факти
- Прізвисько у збірній — «Кіманеллі» — утворилося через тренера Владислава Растороцького, який дуже швидко кликав її: «Кіма, Неллі, до телефону!»[5].
- Канадсько-португальська співачка Неллі Фуртаду (народилася 1978 року) названа на честь Неллі Кім. На її батьків сильне враження справив виступ Кім на Монреальської Олімпіаді 1976 року.